# 布朗塞
布朗塞（法語：Blancey，法語發音：[blɑ̃sɛ]）是法国科多尔省的一个市镇，位于该省西部，属于博讷区。

## 地理
布朗塞（47°18'14"N, 4°27'56"E）面积6.73 平方千米，位于法国勃艮第-弗朗什-孔泰大區科多尔省，该省份为法国中东部省份，北起奥布省，西接涅夫勒省和约讷省，南至索恩-卢瓦尔省，东南接汝拉省，东临上索恩省，东北部与上马恩省接壤。
与布朗塞接壤的市镇（或旧市镇、城区）包括：埃吉伊、托雷苏沙尔尼、阿尔芒松河畔沙伊、旧日塞、蒙圣让。

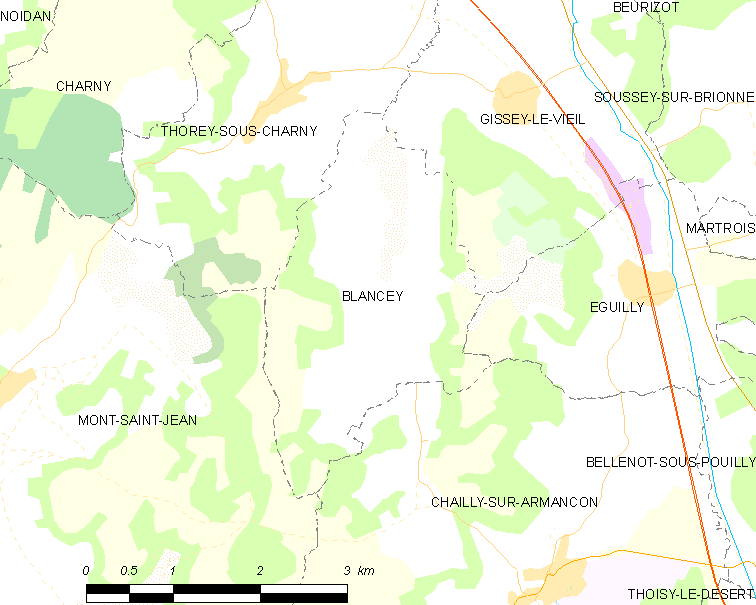
布朗塞的OSM定位图

布朗塞的时区为UTC+01:00、UTC+02:00（夏令时）。

## 行政
布朗塞的邮政编码为21320，INSEE市镇编码为21082。

## 政治
布朗塞所属的省级选区为阿尔奈勒迪克县。

## 人口

1962-2008年间布朗塞人口变化图示

布朗塞于2022年1月1日时的人口数量为55人。